# 米子運転所
米子運転区（よなごうんてんく）は、鳥取県米子市にある西日本旅客鉄道（JR西日本）山陰総合運輸所の運転士が所属する組織である。山陰総合運輸所発足までは米子運転所だった。米子運転所時代は1997年まで車両が配置されていた。

## 乗務範囲

### 優等列車
- 特急「やくも」・特急「サンライズ出雲」：岡山駅 - 出雲市駅間・出雲市駅 - 後藤総合車両所出雲支所間（回送）
- 特急「スーパーおき」・「スーパーまつかぜ」：鳥取駅 - 出雲市駅間

### 普通列車
- 山陰本線：鳥取駅 - 西出雲駅間
- 伯備線：新見駅 - 伯耆大山駅間
- 境線：全線

### 貨物列車
米子支社管内の貨物列車は、列車運行主体である日本貨物鉄道（JR貨物）から運行を委託されていた時期があったが、近年、ＪＲ貨物へ運行を返還し現在は貨物列車の乗務はない。
- 伯備線：新見駅 - 伯耆大山駅間
- 山陰本線：伯耆大山駅 - 米子駅間

## 配置車両の車体に記されていた略号
米子支社の略号である「米」と、米子の電報略号である「ヨナ」から構成された「米ヨナ」であった。

## 過去の配置車両
- 気動車
  - キハ181系
  - キハ58系（ふれあいSUN-IN・ほのぼのSUN-INを含む）
  - キハ10系
  - キハ20系
  - キハ55系
  - キハ35系
  - キハ45系
  - キハ40形・キハ47形
  - キハ33形
  - キハ391系[1]
- ディーゼル機関車
  - DF50形
  - DD51形
  - DD54形
  - DD16形[1]
  - DE10形
  - DE15形
- 貨車
  - ホキ800形
  - チキ6000形
  - ヨ8000形
  - ソ100形
  - キ100形
- 客車[1]
  - 20系
  - 12系
  - 50系
  - 35系
  - 43系
  - 60系
  - 10系
  - スエ71形

## 歴史
- 1902年（明治35年）10月17日：同年11月の官設鉄道境－御来屋間の開業にさきだち米子機関庫を創設。500形と230形蒸気機関車を配置。当初はバラック建てだったものを、営業運転開始後に煉瓦造りの立派な車庫に建て替え[2]。
- 1912年（明治45年）6月1日：米子機関庫出雲今市分庫を開設。
- 1932年（昭和7年）12月18日：米子機関庫出雲三成分庫を開設。
- 1934年（昭和9年8月1日：米子機関庫木次分庫を開設。
- 1936年（昭和11年）9月1日：米子機関区、米子機関区出雲今市支区、同出雲三成支区及び同木次支区に改称。
- 1937年（昭和12年）12月：米子機関区木次支区が木次機関区に独立し、米子機関区出雲三成支区は廃止。
- 1957年（昭和27年）4月1日：米子機関区出雲今市支区を米子機関区出雲支区に改称。
- 1985年（昭和60年）3月14日：米子機関区出雲支区を米子機関区出雲派出所に改称[1]。
- 1986年（昭和61年）3月3日：米子機関区出雲派出所を出雲電車区・米子客貨車区出雲派出所と統合し、出雲運転区として分離独立[1]。
- 1987年（昭和62年）
  - 3月1日：米子機関区と米子客貨車区の旅客車部門及び米子車掌区を米子運転所に統合[3]。米子客貨車区の貨車部門は岡山機関区米子派出となる[4]。
  - 4月1日：国鉄分割民営化により、米子運転所は西日本旅客鉄道（JR西日本）の所属となる。岡山機関区米子派出は日本貨物鉄道（JR貨物）の所属となる[4]。
- 1997年（平成9年）3月8日：検修部門が後藤工場と統合して後藤総合車両所になり、米子運転所は乗務員区所になる[5]。